# Alessandro Lambrughi
Alessandro Lambrughi, född 19 maj 1987 i Cernusco sul Naviglio, Lombardiet, är en italiensk fotbollsspelare som spelar för Triestina. Alessandro Lambrughi spelar normalt som vänsterback, men har också ofta spelat som mittback och ibland som högerback.

## Karriär
Lambrughi inledde sin karriär i Milans ungdomsverksamhet, men lyckades aldrig slå sig in i a-truppen. Seniorkarriären inleddes istället med Pro Sesto i Serie C1. 
Efter tre säsonger i Pro Sesto fick Serie B-klubben Mantova upp ögonen för Lambrughi. Han debuterade för sin nya klubb i 1-0-förlusten borta mot Frosinone 28 augusti 2009.
När Mantova sommaren 2010 gick i konkurs skrev Lambrughi istället ett fyraårskontrakt med Livorno.
I januari 2014, efter minimalt med speltid den gångna hösten, lånades Lambrughi ut till Serie B-klubben Novara.
Under sommaren 2014 återvände Lambrughi till Livorno och i oktober skrev han på en kontraktsförlängning med klubben till och med juni 2017.